# Folkärna

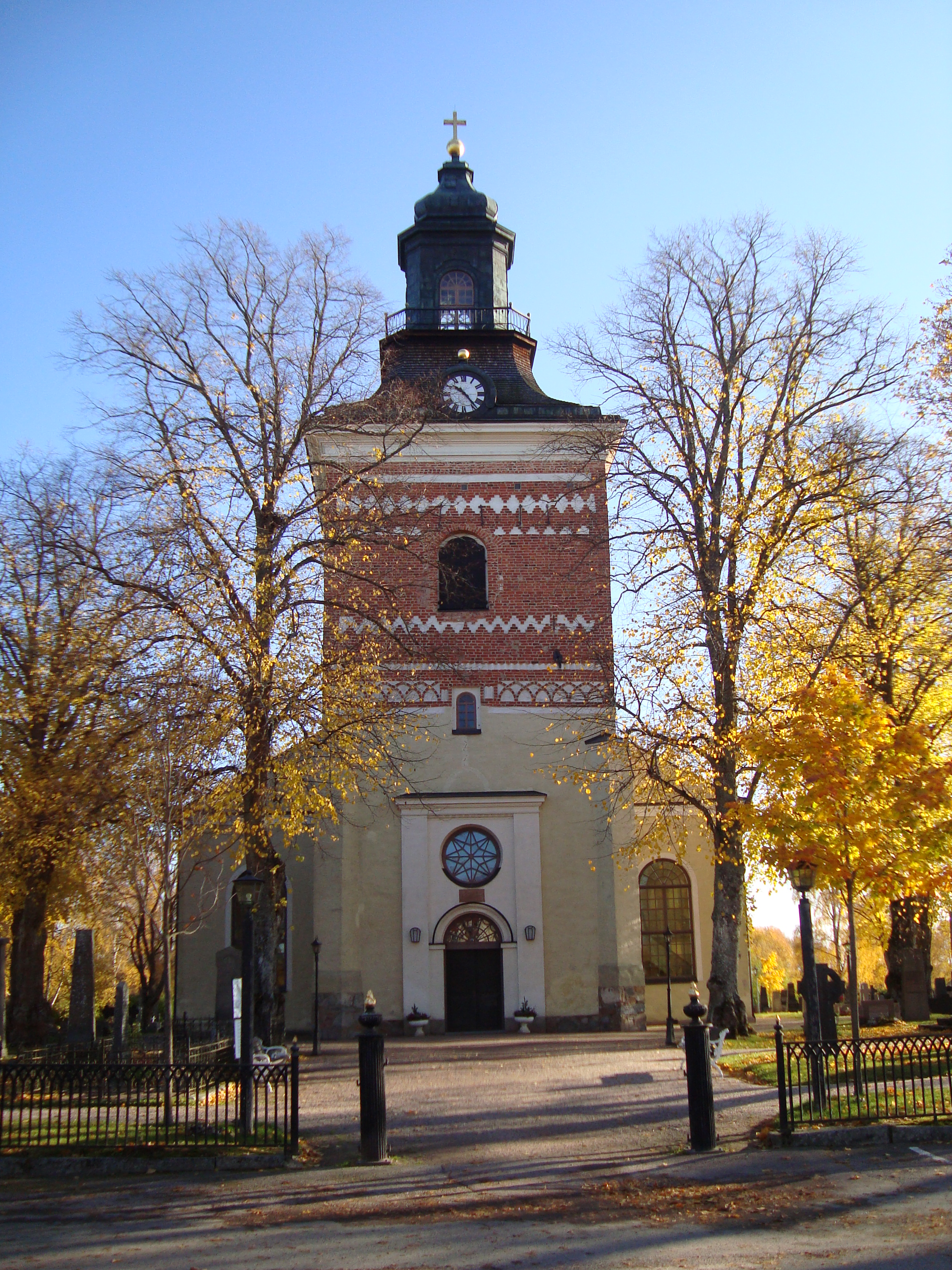
Folkärna kyrka

Folkärna är en tätort i Folkärna socken i Avesta kommun. I kyrkbyn Folkärna, som ligger vid sjön Bäsingen, ligger Folkärna kyrka. Byn gränsar till orten Lund, som tidigare varit tingsplats i Folkare härad.
Sedan 2015 avgränsar SCB här en tätort, efter att den tidigare utgjort en småort med beteckningen Lund, Gammelgård och Folkärna.

## Samhälle
Folkärna folkbank grundades 18 juni 1868. Den ombildades till ett solidariskt bankbolag med samma namn den 1 april 1905. Den övertogs år 1913 av Uplands enskilda bank som hade ett avdelningskontor i Folkärna efter detta.

## Befolkningsutveckling
| Befolkningsutvecklingen i Folkärna 2015–2020 | Befolkningsutvecklingen i Folkärna 2015–2020 | Befolkningsutvecklingen i Folkärna 2015–2020 | Befolkningsutvecklingen i Folkärna 2015–2020 | Befolkningsutvecklingen i Folkärna 2015–2020 |
| -------------------------------------------- | -------------------------------------------- | -------------------------------------------- | -------------------------------------------- | -------------------------------------------- |
|                                              |                                              |                                              |                                              |                                              |
| År                                           |                                              |                                              | Folkmängd                                    | Areal (ha)                                   |
| 2015                                         | 2015                                         |                                              | 268                                          | 148                                          |
| 2020                                         | 2020                                         |                                              | 283                                          | 138                                          |
| Anm.: Ny tätort 2015                         |                                              |                                              |                                              |                                              |